# Bellardia puberula
Bellardia puberula är en tvåvingeart som först beskrevs av Zetterstedt 1838.  Bellardia puberula ingår i släktet Bellardia och familjen spyflugor. Inga underarter finns listade i Catalogue of Life.